# Ville-sur-Lumes
 Ville-sur-Lumes  là một xã ở tỉnh Ardennes, thuộc vùng Grand Est ở phía bắc nước Pháp.